# Eupeodes curtus
Eupeodes curtus là một loài ruồi trong họ Ruồi giả ong (Syrphidae). Loài này được Hine mô tả khoa học đầu tiên năm 1922. Eupeodes curtus phân bố ở miền Tân bắc (Greenland)